# Thierry Tinlot
Thierry Tinlot, né le 22 mai 1963 à Ixelles (région de Bruxelles-Capitale), est un professionnel belge de l’édition, de la communication et des médias.

## Biographie
Thierry Tinlot naît le 22 mai 1963 à Ixelles, une commune bruxelloise.

Après des humanités en latin-grec, il suit les cours de l'Institut supérieur de traducteurs et interprètes en 1981 et obtient son master en 1985,. Il prend le statut d'indépendant et travaille en free lance.
Il démarre sa vie professionnelle comme journaliste radio sur FM Le Soir en 1985, puis en 1988, il prend la responsabilité de l'émission Gratin, le magazine du luxe et de la volupté, sur la RTBF jusqu'en 1993. En juillet 1989, il présente avec Sylvie Rigot, l'émission de télévision Jeux sans frontières depuis Bruxelles.
En 1993, il devient rédacteur en chef de Spirou. Il y est représenté sous les traits du Boss.
En 1995, Thierry Tinlot a l'idée de créer un groupe composé d'auteurs de bande dessinée qui prend pour nom « Marcinelle All-Star Band ». Yvan Delporte joint le groupe comme chanteur, Tinlot joue de la basse électrique et la première a lieu lors du dîner annuel des auteurs Dupuis. Au sein du journal, il accueille de nouvelles séries et auteurs dont Floris. Après douze années, ce qui constitue un record, il démissionne de son poste de rédacteur en chef de Spirou en 2004,,,,.
Il poursuit son parcours dans le monde de la bande dessinée en 2005, succédant à Albert Algoud à la direction du magazine Fluide glacial. Il quitte son poste en mai 2011. En juillet 2011, il entre au quotidien belge Le Soir pour diriger le service culturel,  pendant une petite année, pour ensuite devenir chargé des opérations spéciales du journal Le Soir,.
Au fil des années, il a également collaboré à de nombreux médias en Belgique et en France.
Depuis 2016, Thierry Tinlot travaille comme consultant free-lance dans l’édition et la communication. Il voyage énormément, et ses récits de voyage sont à lire sur lemondeselonthierry.com. En 2022, il œuvre pour le Musée des Beaux-Arts de Charleroi comme commissaire de l’exposition « Dupuis, la fabrique de Héros, 100 ans de 9e Art au Pays Noir », une rétrospective originale consacrée à la maison d’édition. Il coécrit un livre d'entretiens intitulé Midam : l'art du gag publié par les éditions Dupuis en 2024.

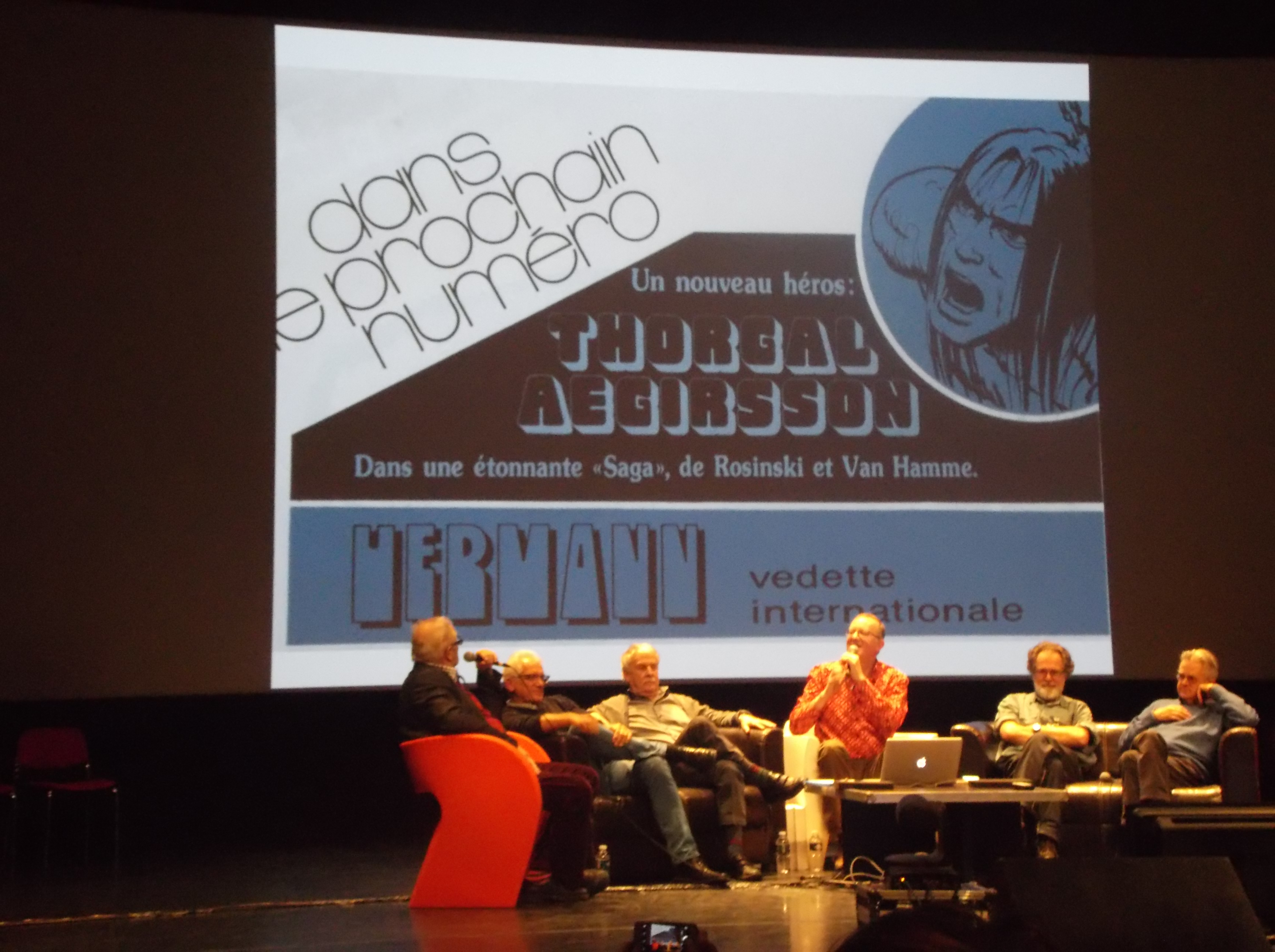
Thierry Tinlot animant une table ronde consacrée à l'histoire des magazines Spirou et Tintin au festival d'Angoulême, en France, en 2017.

### Hommage à Gaston Lagaffe
À l’occasion de la Fête de la BD à Bruxelles, il conçoit le spectacle Tragawdoukoutrrr - Ode au Gaffophone en collaboration avec Frédéric Jannin et Max Vandervorst sur une idée originale de Serge Honorez. Le spectacle est créé à BOZAR le 2 septembre 2017, puis il est présenté au centre culturel Les Riches-Claires en 2018 et 2019. C'est un hilarant hommage au gaffophone, l'instrument mythique à la puissance destructrice inégalée de Gaston Lagaffe dans lequel Tinlot est aussi présent sur scène. Le spectacle est également joué à l'occasion du 60e anniversaire du personnage cher à André Franquin, au profit de la maison maternelle du Brabant wallon à l'Aula Magna à Louvain-la-Neuve en 2018, puis au centre culturel d'Arlon le 17 mars 2019.

## Œuvre

### Publications

#### Albums de bande dessinée
- Une aventure du groupe OMNI - Le Crépuscule des dauphins[22], Hachette, Paris, juin 1989
Scénario : Jan Van Die, Wilbert Plijnaar - Dessin : Jan Bosschaert - Couleurs : quadrichromie -  (ISBN 2-01-015367-7),Traduction : Thierry Tinlot.
- 5. Bon appétit[23],[24], Dupuis, Paris, novembre 1991
Scénario et dessin : Gerrit de Jager - Couleurs : quadrichromie -  (ISBN 2-8001-1858-X),Traduction : Thierry Tinlot.
- 6. Sept Petits Diables[25],[26], Dupuis, Paris, novembre 1992
Scénario et dessin : Gerrit de Jager - Couleurs : quadrichromie -  (ISBN 2-8001-1958-6),Traduction : Thierry Tinlot.
- 7. Incognito[27],[28], Dupuis, Marcinelle, septembre 1993
Scénario et dessin : Gerrit de Jager - Couleurs : quadrichromie -  (ISBN 2-8001-2045-2),Traduction : Thierry Tinlot.
- 8. Aristote et ses potes se mettent au vert[29],[30], Dupuis, Marcinelle, avril 1994
Scénario et dessin : Gerrit de Jager - Couleurs : quadrichromie -  (ISBN 2-8001-2096-7),Traduction : Thierry Tinlot.
- 9. C'est l'enfer[31],[32], Dupuis, Marcinelle, mars 1995
Scénario et dessin : Gerrit de Jager - Couleurs : quadrichromie -  (ISBN 2-8001-2184-X),Traduction : Thierry Tinlot.
- Parlez-vous zombie[33] ?, Audie, 16 juin 2011
Scénario : Steve Mockus - Dessin : Travis Millard - Couleurs : quadrichromie -  (ISBN 978-2-35207154-9),Traduction : Thierry Tinlot.

#### Livres
- Marc Filipson (directeur de la publication), Thierry Tinlot (rédacteur en chef), Philippe Tome (scénariste), Christian Darasse (dessinateur), Olivier Grenson (ilustrateur) et Philippe Bercovici (ilustrateur), Filigranes : "le changement, c'est la continuité" : Hors-série 30 ans, Bruxelles, Filigranes, 2019, 96 p.[34]
- Adeline Dieudonné, Frédéricque Bigonville, Leïla Zerhouni, Malory Evrard, Jessica Lefèvre, Julie Gabellini, Sandrine Durochat, Maxime Damo, Eric Neirynck, Olivier Papleux, Maxime Lamiroy et Thierry Tinlot, Librairie mon amour, Bruxelles, Lamiroy, coll. « Opuscule, Hors-Série #08 », mai 2020 (ISBN 978-2-87595-318-6)[35]

#### Entretiens
- Midam : L'Art du gag[17], Dupuis, Marcinelle, 5 avril 2024
Scénario : Thierry Tinlot - Dessin : Midam - Couleurs : quadrichromie -  (ISBN 9791034770250)

#### Image animée: vidéo
- Christian Binet : Dans l'intimité d'un auteur, Pyroprod, 2008 : Christian Binet / Sylvain Binet, réal. ; Yasmine Chouaki, Frédéric Bosser, interview. ; Christian Binet, comp. ; Christian Binet, Marcel Gotlib, Thierry Tinlot... [et al.], participants, sorti sur support DVD, 54 min : coul. ; 16/9 compatible 4/3, Son dolby numérique + 1 livret[36].

### Commissariat d'expositions
- Marsupilami, The Houba show ![37],[38],[39], Centre belge de la bande dessinée, Bruxelles, du 8 septembre 2022 au 15 janvier 2023.